# Stade Mohammed-V
Le stade Mohammed-V (arabe : ملعب محمد ٥), couramment appelé « Donor », prononciation altérée de son appellation d'origine "stade d'honneur", est un stade de football situé depuis 1955 dans le quartier de Maârif, près du centre-ville de Casablanca. Sa capacité est de 67 000 places assises.
Il est inauguré le 6 mars 1955 sous le nom du stade Marcel-Cerdan, en hommage au célèbre boxeur franco-marocain champion du monde, avant d'être renommé « stade d'Honneur » un an plus tard. Il reçoit son nom actuel à l'occasion des Jeux Méditerranéens 1983 organisés à Casablanca, en l'honneur de Mohammed-V (roi du Maroc), sultan de l'empire chérifien de 1927 à 1957 et roi du Maroc de 1957 à 1962.
Surnommé « le temple du football casablancais », il est connu pour être le fief des plus grands clubs de football du pays, le Wydad AC et Raja CA. A plusieurs reprises Le stade Mohammed-V accueille les matches de l'équipe nationale marocaine, et est le théâtre d'événements importants dans l’histoire du ballon rond en Afrique. Aujourd'hui, le stade est le cœur d'un grand complexe sportif comprenant une salle omnisports de 15 000 places, un hôtel, une piscine olympique couverte, un centre média de 650 m2, une salle de conférence, une salle de réunion, un centre de soins et un centre de lutte antidopage. Le site est accessible par voie routière depuis la gare ferroviaire Casa-Voyageurs, à 5 km, et l'aéroport international Mohammed-V à 25 km.

## Histoire

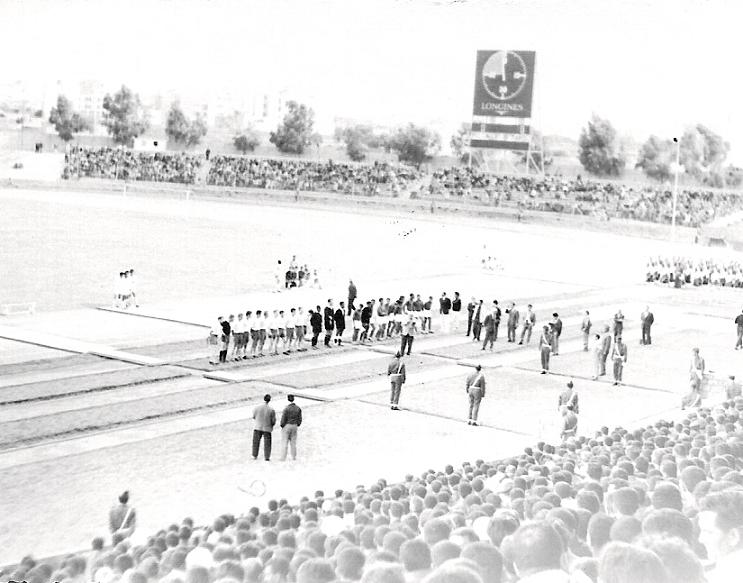
Stade d'honneur de Casablanca, futur stade Mohammed V durant les Jeux panarabes de 1961.

Œuvre de l’architecte français Achille Dangleterre, le stade est inauguré le 6 mars 1955 sous le nom de stade Marcel-Cerdan, en référence au célèbre boxeur casablancais, avec une capacité de 30 000 places. Un an après l'indépendance du Maroc, il prend le nom de stade d'Honneur. Les Casablancais le surnomme par la suite le « stade Donor ».
En 1981, en vue d'accueillir les Jeux méditerranéens de 1983, le stade est fermé pour une grande rénovation ; augmentation de sa capacité, installation du panneau électronique, et construction d'une salle couverte omnisports et d'une piscine olympique couverte à côté du stade. Sous le nom stade Mohammed-V, il rouvre officiellement ses portes le 21 août 1983 en présence du roi Hassan II, à l'occasion de la finale de la Coupe du trône 1982-1983 entre le Raja Club Athletic et le Club Olympique de Casablanca,, qui voit ce dernier remporter le titre aux tirs au but après un score nul d'un but partout,. Le stade peut alors accueillir 80 000 spectateurs[réf. nécessaire].
En 2000, le stade subit une nouvelle rénovation en vue de la candidature du Maroc à l'organisation de la Coupe du monde de football 2006, des sièges de couleurs rouge en nord et verts en sud sont installés sur les tribunes latérales limitant sa capacité à 67 000 places environ.

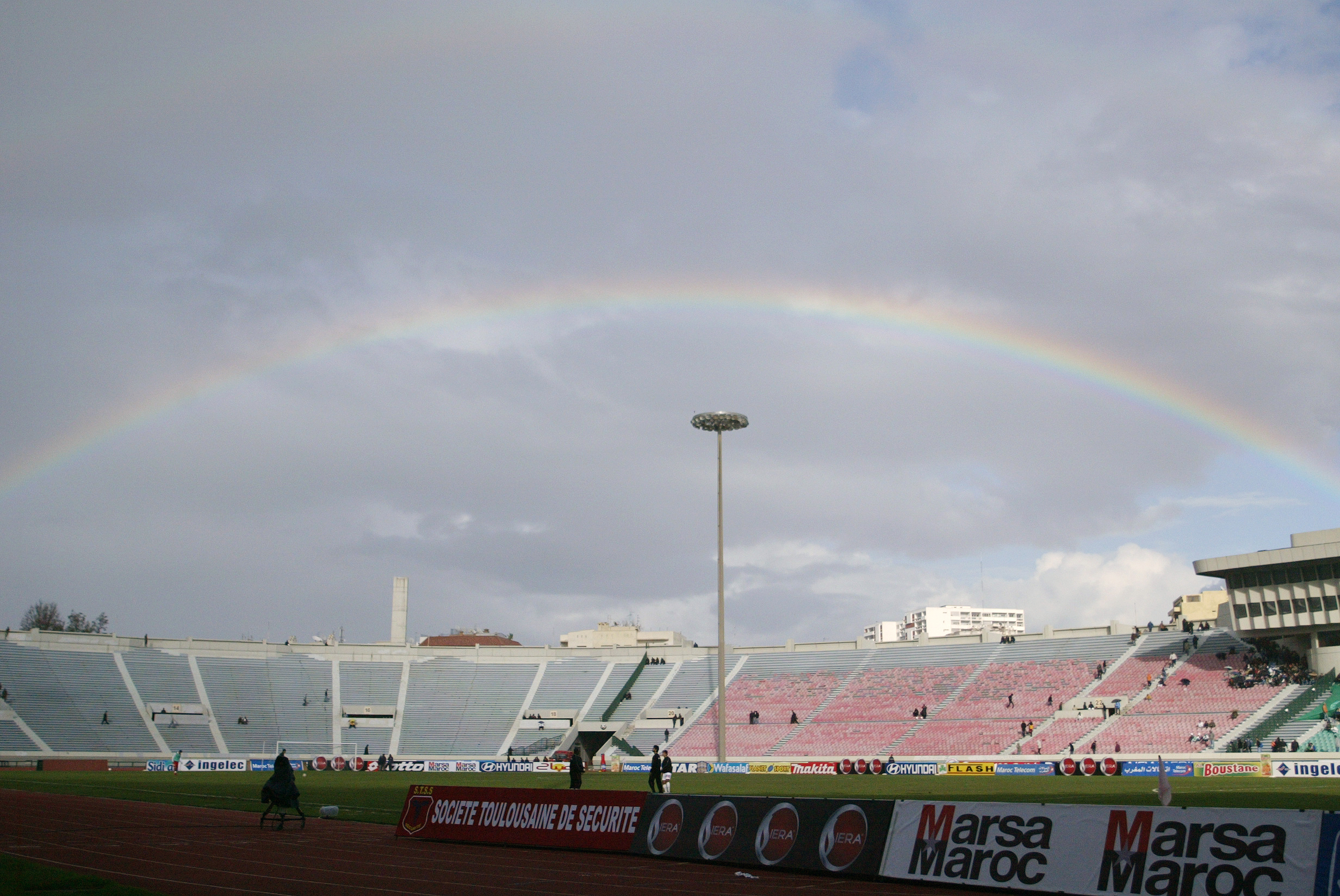
Le stade en 2008.

Lors de la saison 2006-2007, le stade est fermé et a rouvert en avril 2007, doté d'une pelouse semi-artificielle[réf. souhaitée].

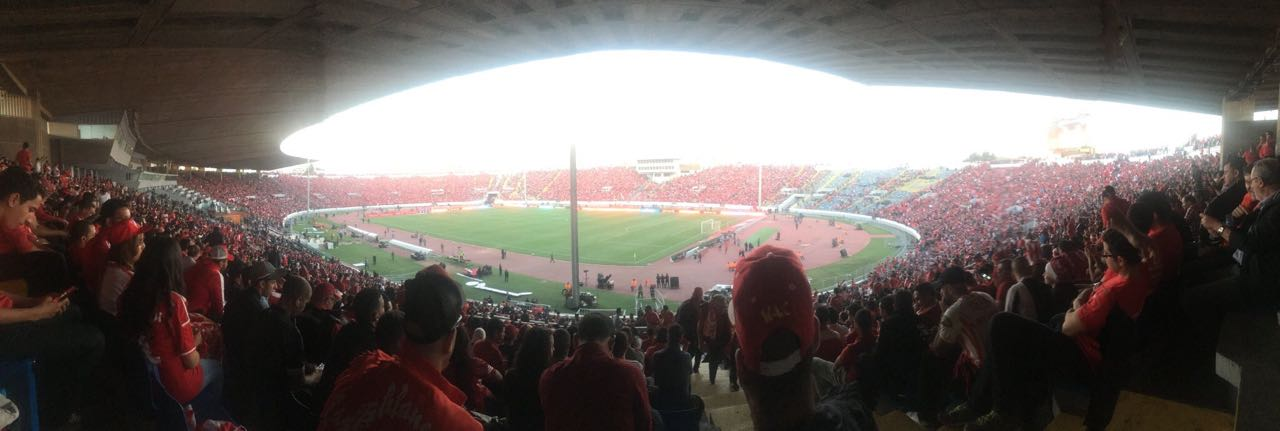
Stade Mohammed V lors de la finale de la Ligue des champions 2017 (Wydad 1-0 Ahly).

À la suite des rénovations apportées au complexe entre 2016 et 2020, la capacité du stade est à nouveau diminuée. Il dispose désormais de 45 891 places places toutes assises. La tribune d’honneur est équipée d’écrans et fauteuils pour accueillir les hôtes de marque en plus de 560 places VIP et de nouveaux des sièges sont installés sur les tribunes composant les virages nord et sud en vue d'apporter toujours plus de confort aux spectateurs.
Le 22 juin 2023, après la confirmation du comité chargé de la candidature du Maroc à l’organisation de la Coupe du monde de football 2030 de l’emplacement du futur grand stade de Casablanca à Benslimane. Les supporters craignaient pour l'avenir du stade que beaucoup considèrent comme un monument à « préserver ».
En juillet, il est annoncé que le stade Mohammed-V est parmi les six stades qui bénéficieront d’un programme de réhabilitation en vue de la Coupe d’Afrique des nations 2025. Ce vaste projet qui sera réalisé par la SONARGES comprend la suppression de la piste d'athlétisme et une extension des gradins afin de la mettre en conformité avec les normes de la FIFA,.
Le 20 octobre 2023, le gouvernement et la Caisse de dépôt et de gestion signent une convention qui lance la mise à niveau et la construction des stades devant accueillir la CAN 2025 et le Mondial 2030. Ainsi, un budget de 9,5 milliards de dirhams sera mobilisé pour conformer six stades dont le stade Mohammed-V avec les normes de la CAF dans la période 2023 - 2025. Une deuxième mise à niveau sera ensuite opérée sur la période 2025 - 2028, en conformité avec les normes de la FIFA pour un budget allant de 4,5 à 6 milliards de dirhams. La convention a également alloué environ 5 milliards de dirhams pour la construction d’un nouveau stade sur la période 2025 - 2028,.

## Matchs notables
Cette section ne s'appuie pas, ou pas assez, sur des sources secondaires ou tertiaires indépendantes du sujet. Le texte peut contenir des analyses inexactes ou inédites de sources primaires.
Pour l'améliorer, ajoutez-en, ou placez des modèles {{Source secondaire souhaitée}} ou {{Source secondaire nécessaire}} sur les passages mal sourcés. (octobre 2022)
En plus des matches du Derby de Casablanca et des finales de Coupe du trône, le stade a accueilli plusieurs grandes rencontres internationales.